# Riccardo Gagliolo
Riccardo Gagliolo (Impéria, 28 de abril de 1990) é um futebolista ítalo-sueco que atua como lateral-esquerdo ou zagueiro. Atualmente, joga pela Salernitana.

## Carreira
Estreou no futebol em 2007, defendendo o Andora (equipe da Eccellenza da Ligúria). Em 2009 foi para o Sanremese, onde havia jogado na base, e na temporada 2011–12 defendeu o Pro Imperia.
Destacou-se atuando pelo Carpi entre 2012 e 2018, conquistando 3 acessos (Lega Pro Prima Divisione para a Série B italiana em 2012–13 e desta última para a Série A em 2014–15, como campeão). Na temporada 2017–18 foi emprestado ao Parma, que o contratou em definitivo ao final do período. Somando as competições, Gagliolo atuou 137 vezes pelos Crociati e fez 11 gols.
Em agosto de 2021, assinou com a Salernitana, onde reencontrou Fabrizio Castori, com quem trabalhara no Carpi entre 2014 e 2017.

## Seleção Sueca
Filho de uma sueca, o lateral-esquerdo optou em representar o país natal de sua mãe em 2015. Suas primeiras convocações foram em outubro de 2019, contra Malta e Espanha, pelas eliminatórias da Eurocopa de 2020, mas não entrou em campo.
A única partida de Gagliolo pelos Blågult foi um mês depois, contra as Ilhas Faroe, também pelas eliminatórias. A Suécia venceu por 3 a 0.

## Títulos e campanhas de destaque
Sanremese
- Eccellenza da Ligúria: 2009–10

Carpi
- Série B: 2014–15